# Charles du Houx de Vioménil
Charles Joseph Hyacinthe du Houx de Vioménil, Marqués de Vioménil (22 de agosto de 1734 - 5 de marzo de 1827) fue un Mariscal de Francia.
Viomesnil ingresó en el Ejército francés a la edad de 13 años como teniente del regimiento del Limusín. Sirvió en la guerra de sucesión austríaca donde tomó parte en la batalla de Lauffeld y en la captura de Bergen op Zoom. Durante la guerra de los siete años sirvió como aide de camp del general François de Chevert (1757-1758). Viomesnil fue hecho caballero de la Orden de San Luis en 1760. Fue promovido a coronel en 1761. En 1768 comandó una brigada de infantería durante la anexión de Córcega. A su retorno a Francia en 1769 fue hecho coronel de la Legión de Lorena en 1770.
Ascendido a mariscal de campo en 1780, Viomesnil sirvió a la órdenes de Rochambeau en América durante la campaña de Yorktown. Tras su retorno de la guerra de independencia americana fue hecho inspector-general de la caballería (1783-1788). En 1789-1790 sirvió como gobernador de Martinica.
Tras el estallido de la Revolución francesa en 1791 Viomesnil decidió emigrar y unirse al ejército de Condé. En 1798 ingresó en el servicio ruso y con el rango de teniente general comandó un ejército en Lituania. Originalmente designado para comandar las fuerzas rusas enviadas a Italia, fue reemplazado por Alexander Suvorov y enviado en su lugar a Jersey y Guernsey en anticipo de una invasión conjunta de Francia. Cuando las tropas rusas retornaron a casa, Viomesnil fue a Portugal pero tuvo que abandonar Portugal en 1803 a petición del embajador francés Jean Lannes.
Tras la Restauración borbónica en 1814 Viomesnil fue hecho Par de Francia. Durante los Cien Días siguió a Luis XVIII de Francia a Gante. Después de Waterloo y la Segunda Restauración, se le dio el mando de una división militar centrada en Burdeos. En 1816, a la edad de 82 años, fue hecho Mariscal de Francia, y al año siguiente marqués. En 1820 recibió la Orden del Espíritu Santo y en 1823 fue hecho Oficial de la Legión de Honor.